# Klasztor katarzynek w Krokach
Klasztor katarzynek w Krokach – klasztor Zgromadzenie Sióstr św. Katarzyny Dziewicy i Męczennicy założony w 1645 roku w Krokach z inicjatywy biskupa żmudzkiego Jerzego Tyszkiewicza.

## Historia
Klasztor katarzynek w Krokach został ufundowany w 1645 roku przez biskupa żmudzkiego Jerzego Tyszkiewicza. Nie jest do końca wiadome, w jaki sposób uwagę biskupa przykuł właśnie ten zakon żeński z oddalonego o ponad 300 km Braniewa. Przyczynić się mogły do tego m.in. dobre kontakty, jakie utrzymywali ze sobą wileńscy i braniewscy jezuici. Zamiar biskupa Tyszkiewicza dopełniła jego wizyta na Warmii w 1645 roku. Wkrótce potem przybyła do diecezji żmudzkiej nieznana dziś z imienia katarzynka z Warmii, której biskup powierzył klasztor w Krokach. Pierwszy drewniany klasztor wraz z kaplicą został zbudowany nakładem proboszcza i parafian w okresie od lipca do grudnia 1645 roku. Posiadał on 14 cel zakonnych i wspólny refektarz (jadalnię).
Reguła zakonna przyjęta przez klasztor w Krokach w 1673 roku niewiele się różniła od reguły katarzynek podlegających pod dom generalny w Braniewie. Katarzynki w Krokach przyjęły ten sam charyzmat, strukturę organizacyjną, zasady przyjmowania do klasztoru, rozkład dnia oraz rozkład nabożeństw. Dostosowano do lokalnej tradycji tylko kilka elementów, np. święci z parafii z Braniewa zostali zastąpieni świętymi z tutejszej parafii w Krokach. Kolejną istotną kwestią był również język używany w klasztorze. Biskup żmudzki Kazimierz Pac wprowadził do reguły obowiązek modlenia się katarzynek w języku polskim, a księdza kapelana katarzynek reguła zobowiązywała do głoszenia kazań nie w języku żmudzkim, a w polskim. (Ta wzmianka o języku żmudzkim wskazywała, że musiał być on wówczas używany w Kościele na Żmudzi.) Dla porównania w domu macierzystym w Braniewie językiem modlitwy był wówczas język niemiecki. Klasztor w Krokach stał się ośrodkiem polskiej kultury szlacheckiej Wielkiego Księstwa Litewskiego. Do klasztoru mogły być przyjmowane tylko córki szlacheckie.
Nadto ostatni 27 paragraf reguły, mówiący o zwierzchnictwu przełożonej generalnej w Braniewie nad wszystkimi domami katarzynek w diecezji warmińskiej zastąpiono zapisem o zwierzchności biskupa żmudzkiego.
W okresie rozbiorów Polski dom macierzysty w Braniewie i klasztor w Krokach znalazły się pod panowaniem różnych zaborców – Braniewo pod zwierzchnictwem Prus od 1772, a Kroki w wyniku trzeciego rozbioru w 1795 roku znalazły się w zaborze rosyjskim. Doprowadziło to do zerwania kontaktów klasztoru z domem macierzystym w Braniewie aż do końca pierwszej wojny światowej.
Po I wojnie światowej klasztor w Krokach znalazł się w granicach Republiki Litewskiej. Katarzynki w Krokach musiały się dostosować do zmienionej sytuacji politycznej. Język polski obecny od początku w klasztorze stawał się źródłem konfliktów i napięć na tle narodowo-patriotycznym. Siostrom zakazano pracy w szkołach i przedszkolach, a także kształcenia dzieci. Aby nie potęgować nacjonalistycznych antagonizmów, katarzynki przekierowały swoją posługę na inne tory. Bardziej poświęcały się działalności dobroczynnej oraz zajmowały się opieką nad osobami chorymi i niepełnosprawnymi, gdzie kwestie języka nie były aż tak dzielące. Chociaż katarzynki w Krokach sprzeciwiały się lituanizacji klasztoru, to uczyły się języka litewskiego i w latach 20. i 30. stopniowo przechodziły od używania języka polskiego do języka litewskiego, aby się asymilować ze społeczeństwem i móc pozyskiwać więcej kandydatek do zakonu z lokalnej społeczności.
Po I wojnie światowej nawiązano również, po wieloletniej przerwie, kontakt i współpracę katarzynek z domem generalnym w Braniewie. 19 września 1921 roku matka generalna Zgromadzenia św. Katarzyny Dziewicy i Męczennicy – Valeria Fuerske – napisała list do katarzynek w Krokach z pozwoleniem na ponowne przyłączenie się z domem generalnym w Braniewie. 19 marca 1922, uzyskawszy zgodę biskupów żmudzkiego i warmińskiego, w klasztorze w Krokach została uroczyście przyjęta odnowiona reguła i nowy Przewodnik duchowy. Siostry włożyły nowe zreformowane habity i odnowiły śluby zakonne według nowej formuły (z wyjątkiem jednej siostry). Rozpoczęły się wyjazdy sióstr z Krok do Braniewa, które umacniały więzi katarzynek litewskich z niemieckimi. Katarzynki z Braniewa dzieliły się wiedzą zarówno z zakresu pielęgniarstwa, jak i edukacji, a także w zakresie wielu innych spraw niezbędnych w codziennym życiu zakonnym.
We wrześniu 1933 roku matka Arcadia Schmalenbach, przełożona generalna zgromadzenia katarzynek, przyjechała z wizytą do klasztoru w Krokach. Przy tej okazji mianowała siostrę Elenę Otylię Bogdanowicz (Elena Otilija Bagdonavičiūtė), wieloletnią przełożoną miejscowego konwentu, pierwszą matką prowincjonalną sióstr katarzynek prowincji litewskiej.
W 1948 klasztor został przez władze sowieckie zamknięty, a siostry wydalone. Klasztor w Krokach został ponownie otwarty dopiero w 1997 roku, po przemianach ustrojowych na Litwie.